# Eparchia di Ungheni

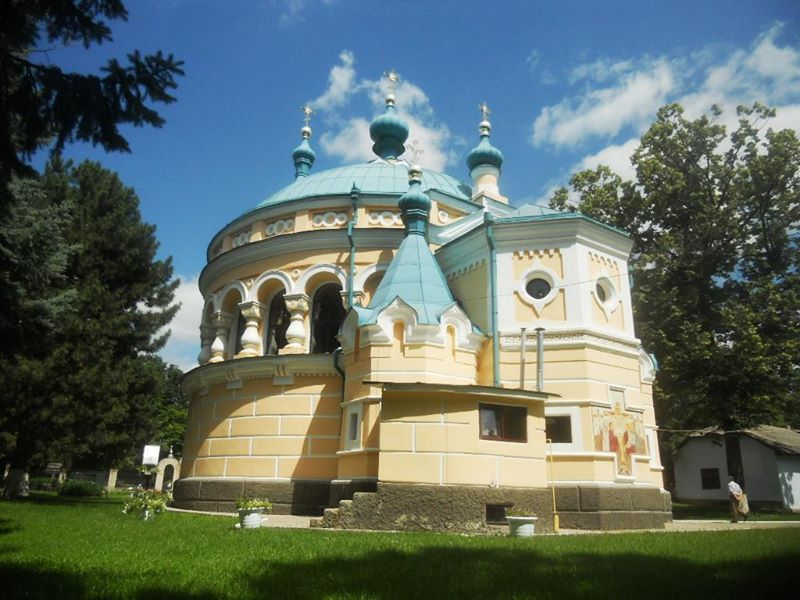
Cattedrale di sant'Aleksandr Nevskij.

L'eparchia di Ungheni (in russo Унгенская епархия?) o eparchia di Ungheni e Nisporeni (in romeno Еparhia de Ungheni și Nisporeni), è un'eparchia della chiesa ortodossa moldava.

## Territorio
L'eparchia comprende i distretti di Ungheni, Nisporeni, Călărași e Hîncești in Moldavia.
Sede eparchiale è la città di Ungheni, dove si trova la cattedrale di sant'Aleksandr Nevskij.
L'eparca ha il titolo di "eparca di Ungheni e Nisporeni".

## Storia
L'eparchia è stata eretta dal Santo Sinodo della Chiesa ortodossa russa il 6 ottobre 2006, ricavandone il territorio dall'eparchia di Chișinău.
Il 24 dicembre 2010 il suo territorio si è ampliato per l'annessione del distretto di Hîncești, in precedenza appartenuto all'eparchia di Cahul.